# Carex yunyiana
Carex yunyiana är en halvgräsart som beskrevs av X.F.Jin och Chao Zong Zheng. Carex yunyiana ingår i släktet starrar, och familjen halvgräs. Inga underarter finns listade i Catalogue of Life.